# 有川浩
有川 浩（1972年6月9日—）是日本的女性小說家及輕小說作家，出生於高知縣，代表作是《圖書館》系列及《自衛隊》系列。

## 生涯
2003年，有川浩以《盐之街 wish on my precious》获得第10届电击小说大奖，翌年以同作出道。
虽然以轻小说出道，但从第2部作品开始便与一般文学书籍同样以精装硬皮版陆续出版，在电击文库出身的作家中也受到了特殊的对待（以文库版出版的出道作《盐之街》也在之后重新以精装硬皮版的形式重新出版）。在采访中，有川称自己的作品为“以成人為對象的輕小说”，虽然活动范围扩大到一般文学领域，但她现在仍自称「轻小说作家」。
2006年发售的《图书馆战争》在《书的杂志》评选的2006上半年最佳娱乐小说中名列第1位，并在2007年度书店大奖获得第5名。2008年，她凭借《图书馆战争》系列问鼎第39届星雲賞日本长编作品部门奖。
2009年出版的《植物图鉴》也获得了2010年度书店大奖的第8名。
2013年、有川浩以《飛翔公關室》入圍第148回直木賞。同年、有川浩以《旅貓日記》入圍第4回山田風太郎賞。
被电击文库的其他作家称为「大姐」。

## 文风
主要发表SF・悬疑色彩浓厚的作品。
出道后连续发表的3部作品都以自卫队与未知物体・生物的接触为主题，分别是描写陆上自卫队的《盐之街》、航空自卫队的《空之中》、海上自卫队・海上保安厅・机动部队的《海之底》，此三作合称自卫队三部曲。
在2006年开始的《图书馆战争》系列中，她描绘了存在着「图书队」这一架空军事组织的平行世界，作品中充满着大量的SF・悬疑要素。与此同时，其恋爱故事又有着被评为“闪到瞎”的甜蜜情节。尤爱描绘女主角和与其年龄·社会地位有所差别的男性之间的恋爱故事。
2006年左右，有川浩开始发表《雨樹之国》、《阪急电车》等不含SF・悬疑要素的作品，显示出其多彩的文风。

## 評價
在《达·芬奇》（MEDIA FACTORY旗下的综合文学杂志）2009年1月号所刊载的“BOOK OF THE YEAR 2008”中，《別册 图书馆战争I》名列恋爱小说排行榜之首，更有其他4部作品进入前5名，恋爱小说家的身份广为人知。此外，不仅在该排行榜的综合排名中入选5部作品，在悬疑·娱乐排行榜中《图书馆革命》位列第9，在“喜爱的女作家”排行榜中摘得亚军，拥有巨大的人气。
2008年，凭借《图书馆战争》系列在以SF作品为对象的星雲賞中获得日本长篇作品部门奖，作为SF作家也获得了相当高度的评价。

## 作品

### 小說
| 順序 | 年份   | 日文書名 | 中文書名                                   | 出版社                                    |
| 01   | 2004年 |          | 鹽之街                                     | MediaWorks 台灣角川                       |
| 02   | 2004年 |          | 空之中                                     | MediaWorks 台灣角川                       |
| 03   | 2005年 |          | 海之底                                     | MediaWorks 台灣角川                       |
| 04   | 2006年 |          | 圖書館戰爭                                 | MediaWorks 台灣角川 湖南美術出版社        |
| 05   | 2006年 |          | 圖書館內亂                                 | MediaWorks 台灣角川                       |
| 06   | 2006年 |          | 雨樹之國                                   | 新潮社 角川書店 新雨出版                  |
| 07   | 2007年 |          | 圖書館危機                                 | MediaWorks 台灣角川                       |
| 08   | 2007年 |          | 我的鯨魚男友                               | 角川書店 台灣角川                         |
| 09   | 2007年 |          | 圖書館革命                                 | MediaWorks 台灣角川                       |
| 10   | 2008年 |          | 阪急電車                                   | 幻冬舍 時報出版 山東文藝出版社            |
| 11   | 2008年 |          | 別冊圖書館戰爭I                            | ASCII Media Works 台灣角川                |
| 12   | 2008年 |          | 今昔戀愛物語                               | 角川書店 台灣角川                         |
| 13   | 2008年 |          | 別冊圖書館戰爭II                           | ASCII Media Works 台灣角川                |
| 14   | 2009年 |          | 三個歐吉桑                                 | 文藝春秋 新潮社 講談社 蓋亞文化           |
| 15   | 2009年 |          | 植物圖鑑 植物圖鑒                          | 角川書店 幻冬舍 台灣角川 百花洲文藝出版社 |
| 16   | 2009年 |          | 打工族買屋記                               | 幻冬舍 蓋亞文化 上海文藝出版社            |
| 17   | 2009年 |          | 劇團！Theatre                              | ASCII Media Works 台灣角川 湖南美術出版社 |
| 18   | 2010年 |          | 機械狂人                                   | 新潮社 角川書店 新雨出版                  |
| 19   | 2010年 |          | 故事販賣者                                 | 新潮社 幻冬舍 新雨出版                    |
| 20   | 2011年 |          | 劇團！Theatre 2                            | ASCII Media Works 台灣角川 湖南美術出版社 |
| 21   | 2011年 |          | 來觀光吧！縣廳款待課                       | 角川書店 台灣角川                         |
| 22   | 2011年 |          |                                            | 角川書店                                  |
| 23   | 2011年 |          | 平行處的陽光                               | 新潮社 講談社 春天出版                    |
| 24   | 2012年 |          | 歐吉桑再進擊                               | 文藝春秋 新潮社 講談社 蓋亞文化           |
| 25   | 2012年 |          | 飛翔公關室                                 | 幻冬舍 新雨出版                           |
| 26   | 2012年 |          | 旅貓日記 我心中的美好世界 一隻貓的旅行報告 | 文藝春秋 講談社 皇冠文化 湖南文藝出版社   |
| 27   | 2014年 |          |                                            | 講談社                                    |
| 28   | 2014年 |          | 明日的孩子們                               | 幻冬舍 新雨出版                           |
| 29   | 2014年 |          | 聖誕夜奇蹟                                 | 幻冬舍 台灣東販                           |
| 30   | 2015年 |          |                                            | 講談社                                    |
| 31   | 2016年 |          |                                            | 講談社                                    |
| 32   | 2020年 |          |                                            | 幻冬舍                                    |
| 33   | 2021年 |          | 貓咪的最後時光                             | 講談社 皇冠文化                           |
| 34   | 2023年 |          |                                            | 幻冬舍                                    |
| ---- | ------ | -------- | ------------------------------------------ | ----------------------------------------- |

### 其他作品
| 順序 | 年份   | 日文書名 | 中文書名                   | 出版社            |
| 01   | 2011年 |          |                            | ASCII Media Works |
| 02   | 2014年 |          | 旅貓日記【最萌旅伴插畫版】 | 文藝春秋 皇冠文化 |
| 03   | 2016年 |          | 跌倒了也要繼續向前進       | 角川書店 台灣角川 |
| 04   | 2019年 |          |                            | 角川書店          |
| ---- | ------ | -------- | -------------------------- | ----------------- |

## 脚注
1. ↑  在《Story Seller》（新潮社的小说杂志）所发表的「Side:A」的基础上，加上为单行本而新创作的《Side:B》后以硬皮精装形式出版。

## 關連項目
- 徒花Sukumo - 『圖書館戰爭』、『我的鯨魚男友』、『阪急電車』等許多作品的插畫擔當。

## 外部連結
- 作家の読書道：第68回 有川浩 （页面存档备份，存于）
- 「学芸カフェ」2011年4月号（カバーインタビュー） （页面存档备份，存于）
- ブックショート：有川浩さんインタビュー 2014.11.5 （页面存档备份，存于）